# 歪んだ朝
『歪んだ朝』（ゆがんだあさ）は、西村京太郎による短編小説である。初出は「オール讀物」1963年9月号で、第2回オール讀物推理小説新人賞の受賞作である。山谷に住む少女の殺人事件を追う刑事とその事件の顛末を描いた作品で、生涯を通じて多岐にわたる作品を手がけた西村の初期の短編である。

## 発表経過
西村京太郎（本名：矢島喜八郎）は1948年に旧制東京府立電気工業学校（東京都立鮫洲工業高等学校の前身）を卒業し、臨時人事委員会（人事院の前身）の職員として働き始めた。彼は職場内の文学同人誌に参加するなど文学的な関心を有していた。そして、1954年にウィリアム・アイリッシュの『暁の死線』に感心したことが契機となってミステリーの執筆を始めた。
やがて職場では学歴が重視され始め、西村は将来に不安を覚えるようになった。彼は学歴とは関係のない作家を志し、1960年3月に人事院を退職した。すでに人事院在職中から各種の懸賞小説に応募を続けていたものの、思うような成果が出せない日々が続いていた。
転機が訪れたのは1963年のことである。この年7月に第2回オール讀物推理小説新人賞を『歪んだ朝』で受賞し、9月には同誌に掲載された（野上竜の『凶徒』と同時受賞）。西村が嬉しかったのは、10万円の賞金と副賞の腕時計の他にも受賞者に1冊だけ書き下ろしの小説を書かせてもらえることであった。そのとき書いた小説が、初の長編『四つの終止符』（1964年）である。
『歪んだ朝』の主な収録としては、『殺意の断層』（オール讀物推理小説新人賞傑作選、他に高原弘吉『あるスカウトの死』など8編を収録、文春文庫、1984年）、同名の短編集（角川文庫、2001年、2004年に電子書籍化）、西村の自選集『華やかな殺意』（2000年、徳間書店、2004年に文庫化）がある。2022年、西村の没後に刊行されたムック「西村京太郎の推理世界」では、第2回オール讀物推理小説新人賞の選評とともに全文が再録された。

## あらすじ

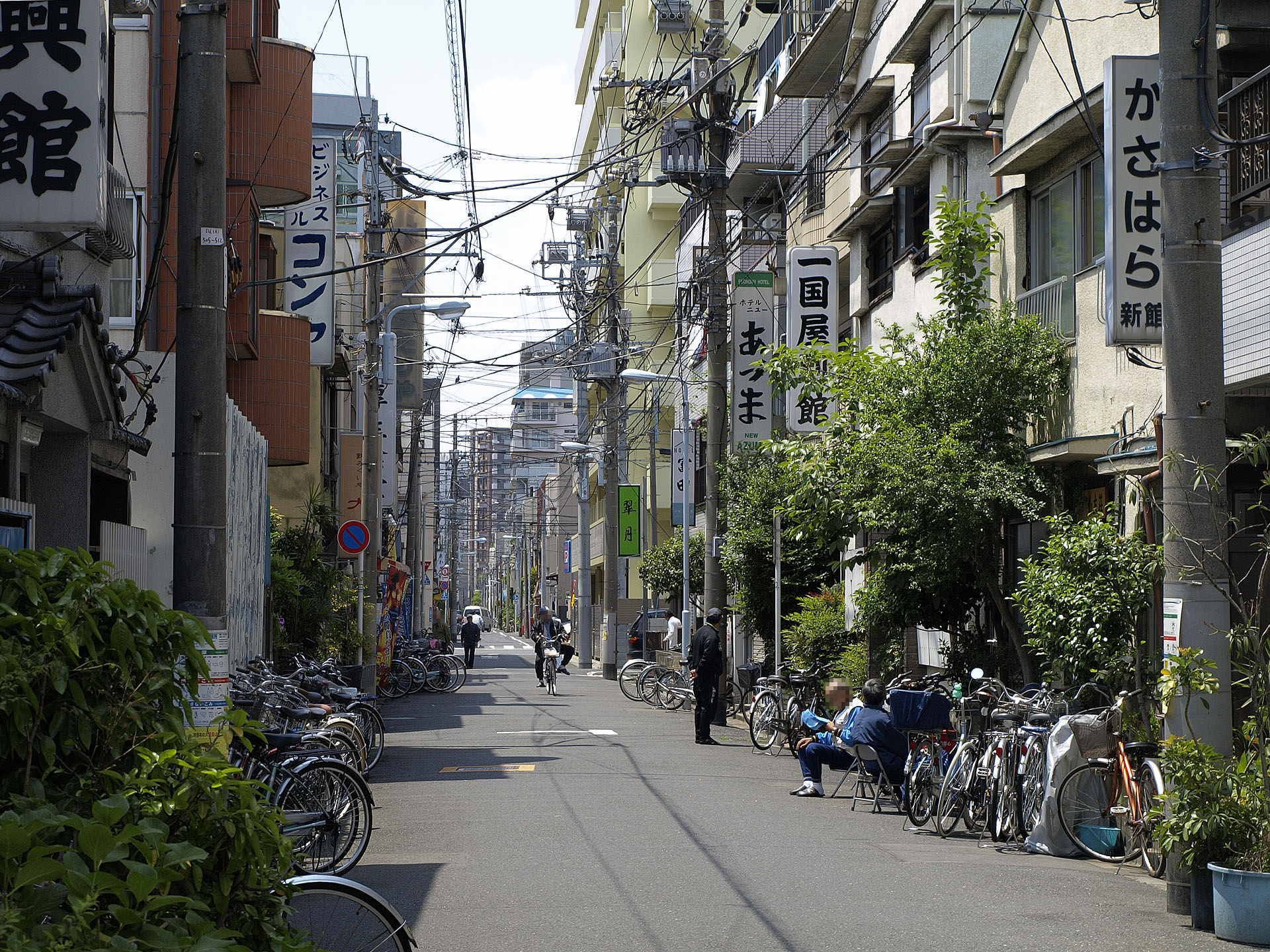
旧山谷（現：台東区清川二丁目）付近のドヤ街（2010年）

物語は昭和30年代、7月末の山谷から始まる。浅草署のベテラン刑事、田島は夜明け方の帰宅途上、隅田川に放置された和舟に引っかかっていた少女の死体を白鬚橋の上から見つける。死体の身元は山谷に住む10歳の少女、関谷正子とすぐに判明する。田島の注意を惹いたものは、正子の年齢に似つかわしくない真っ赤な口紅であった。しかもその口紅は、頬のあたりまではみ出すように塗りたくられていた。
田島は同僚の安部刑事とともに正子の父親、関谷晋吉を訪ねる。晋吉は酔いつぶれて寝ていて、娘の死を知っても悲しむ様子もなく「あいつは、死んだ方が、いいんだ」などと言い放つ。それでも正子が昨夜10時ごろ、晋吉に殴られた末に小銭を10円渡されて家を出ていったことなどがわかる。
正子の口紅は捜査本部でも問題となる。それは、晋吉の証言などから口紅が正子の所有ではないことが判明し、正子自身が塗ったのか犯人が殺してから塗りたくったのかが判れば犯人への手がかりがつかめるかもしれないということであった。やがて正子の解剖結果が届き、家を出て1時間ないし2時間後に扼殺されたことがわかる。判明したことは他にもあり、胃の中から飴玉の残滓が見つかったことと、口紅が「夜のデイト」という商品名の安物であることだった。
田島は安部とともに山谷のドヤ街で聞き込みを始める。正子がよく行く駄菓子屋はすぐに見つかり、店番の女は正子について「頭のいい子」でこの近辺の子供で字が満足に書けるのは彼女くらいだったと証言する。ただし、正子は殺害当夜にこの店に来ておらず、口紅をつけているのも見たことはないと女は否定する。その後近場の駄菓子屋を当たったが、正子の立ち寄った形跡はなかった。最後に残ったのは白鬚橋と反対の方角にある駄菓子屋だった。店番の老婆は、まさに正子がその夜10時半ごろに10円を持って飴玉を買いに来たことと、その顔には真っ赤な口紅がすでに塗られていたことを証言する。
田島と安部は駄菓子屋を出た後の正子の足取りと、一緒に人物がいたかどうかについて聞き込みを進める。隅田公園周辺や対岸の墨田区で手分けしての調査を進めるが、はかばかしい成果は得られない。報告のため捜査本部に電話をかけると、主任の江馬警部が2週間前に起きた少女誘拐事件の犯人が捕まったことを伝える。犯人の山上六郎は2週間前の誘拐について容疑を認めたものの、正子のことは知らないと頑強に否定する。田島たちは山上の周辺などを調べてみたが、事件当夜のアリバイが成立して捜査は振出しに戻る。
田島は正子がつけていた口紅に事件解決の鍵があると考える。安部も同意見で、正子に口紅を貸した女を探すことを提案する。2人は山谷のドヤ街にたむろする女たちに事情を聞くが、彼女たちは一様に否定し、それどころか正子が口紅を嫌っていたと証言する。
捜査の行き詰まりを打開するため、田島は正子の担任だった女教師、三浦清子に会う。清子は正子について年の割にしっかりしていて負けず嫌いであり、不就学児童が200人を超えるあの環境で2年間だけでも学校に通えたのはそのためだと評する。そして彼女は、正子が自分の置かれた環境を嫌がっていたと話す。

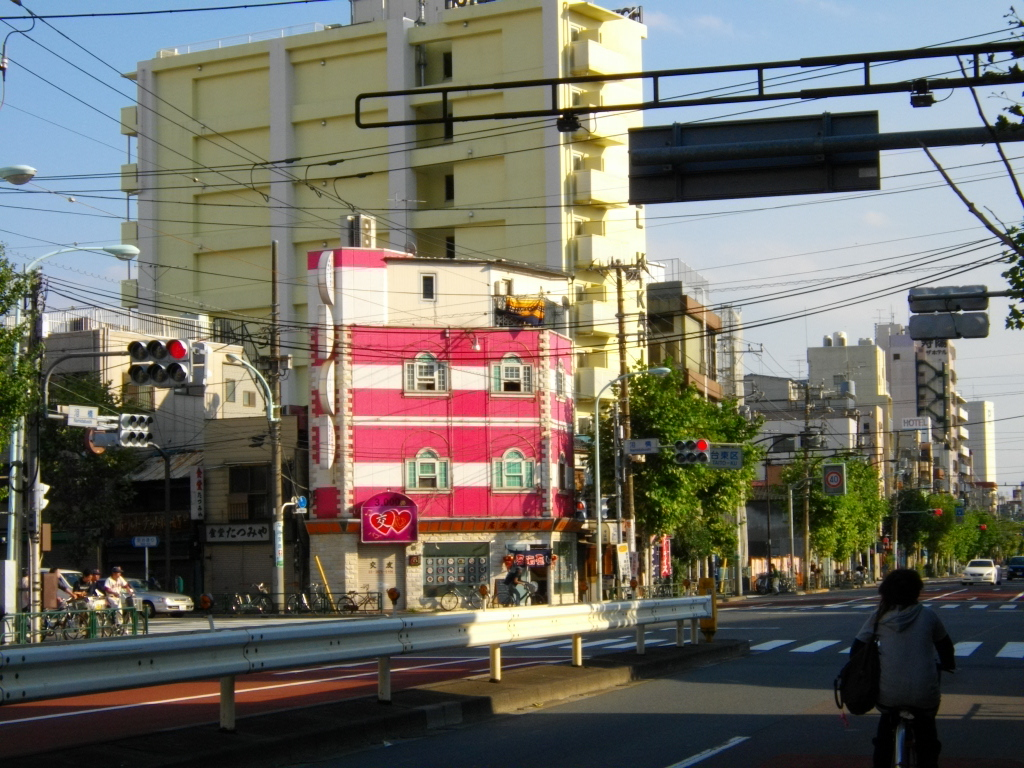
2009年の泪橋交差点

その後、正子に口紅を貸した女が見つかる。その女細川エミ子は山谷の住人だが、事件当夜は新橋駅前で売春中に逮捕されていた。エミ子は事件の直前、泪橋付近でかねてより顔見知りの正子を見かけていた。正子はうちに帰りたくないと言い、一緒に連れて行ってくれと懇願する。エミ子が「商売」の邪魔になるので断ったところ、正子は口紅を貸してくれと依頼する。その理由は、事件の数日前に2人で話したときにエミ子が「銀座や新橋のような賑やかな所へ行くには、口紅をつけなきゃ行かれない」と言い逃れたことであった。
田島と安部は事件直前の正子の足取りをたどる。やがてバス通りのはずれのキャバレー「レッドスカイ」で、夜11時ころに「口が真赤な変な女の子」が立っていたが、すぐにいなくなったという証言を得る。その後2人は「レッドスカイ」近くの駐車場で血液のしみ込んだ砂利を見つけ、正子のものではないかと考える。翌日午後、砂利の鑑定結果が出る。その結果はAB型の正子の血ではなく、O型の人物のものであった。
田島と安部は再度「レッドスカイ」に赴き、女給の1人から常連客の1人が1週間ほど前から急に来なくなったという話を聞きだす。その常連客、吉牟田は上野の玩具工場の経営者であった。2人が玩具工場を尋ねてみると、吉牟田は愛車のブルーバードとともに1週間前から行方不明になっていた。吉牟田の妻は、彼が先週土曜日に車で集金に出かけたことを証言する。集金は毎月最後の土曜日に決まっていて、およそ80万から100万円が動いていた。吉牟田の妻は、彼の血液型を「O型」であると述べる。
行方不明の吉牟田捜索の課程で最初に判明したのは、彼がその日に集金した金額であった。総額は76万8千円にのぼっていたが、5枚あった小切手は吉牟田が行方を絶った翌々日に現金化されていた。捜査陣は玩具店の従業員や取引先、さらには「レッドスカイ」の従業員にいたるまで徹底的に調べ上げ、その結果「レッドスカイ」の元ボーイ、北沢順一が捜査線上に浮かぶ。
北沢の住むアパートから、新聞紙に包まれたオープンシャツが発見される。鑑識に回されたシャツの袖口から、血痕ではなく正子が食べていたのと同じ飴玉の残滓が袖口から見つかり、2つの事件が結びつく。北沢順一はその日のうちに指名手配される。最初の目撃情報は相模湖入口のガソリンスタンドで、7月31日（正子が殺害された翌日）の朝、北沢が手配のブルーバードとともに給油に立ち寄ったことだった。
北沢は指名手配後4日目に熱海で逮捕されるが、吉牟田の行方は不明のままである。北沢は「車を盗んだだけで、金は後部座席にあったから失敬した」などと主張し、2人の殺害を認めない。江馬警部は吉牟田の行方について「人間が隠したのなら、我々の力で、探し出せない筈がない」と言い、東京近郊を再度捜索するが、隅田川、相模湖や多摩川、そして多摩丘陵を調べても成果はない。
捜索2日目になって、田島は間違いに気づく。田島と江馬は東京近郊の地図を再度点検し、やがて「多磨墓地」の存在に行き当たる。田島はエドガー・アラン・ポーの『盗まれた手紙』を思い起こし、死体を隠すもっともよい場所こそまさに墓地ではないかと考える。田島と安部は多磨墓地に急行し、無縁墓地に隠されていた吉牟田の死体を見つける。
北沢は犯行を認め、2つの事件は解決をみる。事件が解決しても、自分の無力さを感じて田島の心は晴れない。そして事件解決を知らせる新聞には、生前の正子が書いた「さんや」という作文が載っていた。
「わたしは、さんやに、すんでいます。でも、どうしても、さんやがすきになれません。ここには、なんにも、ありません。（中略）わたしのいきたいところは、きれいな、ねおんが、あって、ほしい、おにんぎょうが、いっぱいあるところです（後略）」

## 登場人物
- 田島：浅草署に勤める明治43年生まれのベテラン刑事[13]。
- 安部：田島とともに正子の殺害事件を追う若い刑事[14]。
- 関谷正子：最初の事件の被害者。聡明な少女だが、学校には通っていない[17]。
- 関谷晋吉：正子の父親。終始飲んだくれていて、娘の死を悲しむ様子さえ見せない[14]。
- 江馬警部：捜査本部の主任[16]。
- 山上六郎：事件の2週間目に別件の少女誘拐事件を起こした男。最初に容疑者となる[16]。
- 三浦清子：かつて正子の担任だった若い女教師。正子の境遇について同情している[17]。
- 細川エミ子：山谷に住む若い女。正子に口紅を貸した当人[18]。
- 吉牟田：上野の玩具工場の経営者。売上金とともに姿を消す[20]。
- 北沢順一：キャバレー「レッドスカイ」の元ボーイ。吉牟田を殺害し、その場面を目撃した正子をも手にかける[25]。

## 作品の背景
西村京太郎は、生涯にわたって多彩な作風の作品を手がけた。当初は社会派的な視点を持ったシリアスな推理小説が多く、『歪んだ朝』やその後に書かれた『四つの終止符』（1964年）がその代表として挙げられる。この時期に発表された作品の多くに、社会の暗部に隠された諸問題を提示しつつも、同時に推理小説が本来持つ謎解きの魅力やサスペンスを追究する姿勢が現れている。
権田萬治によれば、社会派推理小説の嚆矢とされるのは松本清張の『点と線』、『眼の壁』（ともに1958年）である。社会派推理小説は当時の人々の共感を呼んで広く受け入れられ、その後に水上勉の『海の牙』（1960年）などが続いた。ただし、後続の作品の中には現実の事件経過を単になぞるのみで推理小説本来の魅力を欠くものでさえ「社会派推理小説」と呼ばれる場合があった。西村が手がけた初期の社会派推理小説はこれらの作品とは一線を画し、社会の問題を正面から取り上げながらも推理小説本来の面白さを両立させている。
西村は権田との対談（「ミステリー文学資料館ニュース」第11号、2005年2月）で「強い者より虐げられている人の方が好き」と発言している。実際に、小説家としての初期は障害者差別や公害問題などを題材にしていた。しかし友人から「お前は自分の好きなことを書いているようだけど、もう少し読者のことを考えて書かないと」と忠告を受け、さらに石牟礼道子の『苦海浄土』（1969年）を読んで「これはかなわない」と思ったという。そして虐げられた人々への共感はずっと変わっていないと明かしている。

## 評価

### 第2回オール読物推理小説新人賞
発表経過の節で既に述べたとおり、『歪んだ朝』は第2回オール読物推理小説新人賞（1963年）を野上竜の『凶徒』と同時に受賞した。他の候補作は、山口有『流人』、山城春夫『遺産のない未亡人』、追川及『くちなし』、淀谷一『黒い鋼球』、鈴木薫『落差』、緑川良『渦』、真山幸治『十八年目の復讐』、諸方直四『幕のない劇場』だった。
この回の審査員は、有馬頼義、高木彬光、松本清張、水上勉だった（十返肇は病中につき欠席）。『歪んだ朝』を特に高く評価したのは、有馬と水上である。
有馬は「地味だが、破綻がなく、古くさいが、夢のようなものがあり、救いもある」とし、西村の筆致について「刑事の足どりのように、しっかりしていて、流れていない」と評価した。水上は「刑事の生活もでているし、主人公の少女のかげに、あわれがあった。（中略）ただ難を言えば、古いということだろう。しかし、この作者のリアリズムには歌がある。文章もいい」と綴った。
高木は『凶徒』と『歪んだ朝』を比較して「小説として後者がすぐれ、推理小説として前者がすぐれている」とした上で「後者の持つ人生の哀愁にも未練はあったが（中略）私としては前者を推さざるを得なかった」と記述した。松本は「すぐれた描写だ」と評価を与えつつも「推理小説としてみた場合、骨格に弱さがあるのは否めない」と記述し、2作同時受賞について「本誌（注:「オール讀物」）の英断で、よろこばしい」と選評を結んだ。
関口苑生は『殺意の断層』（オール讀物推理小説新人賞傑作選、1984年）の解説で、オール讀物推理小説新人賞を足がかりとして大きな飛躍を見せた作家の双璧として赤川次郎（第15回受賞）とともに西村の名を挙げた。そして「若干古めかしい部分があるのは否めないが、小説としての骨格はしっかりしているし、人生の哀愁も感じさせる（後略）」と評している。

### 円居挽の分析
西村の没後、オール讀物は作家の円居挽を招聘して「西村京太郎作品に学ぶ！『ミステリの書き方』講座」というオンライン講座を開催した
。円居自身も小学生のころから西村の諸作品に親しんでいた。彼は追悼のムック本『西村京太郎の推理世界』を読んで、自身が持つ問題意識に合致するものを見い出したという。
このオンライン講座では『歪んだ朝』がテキストとして取り上げられた。円居はこの作品について、「初期作品にもかかわらず、この「歪んだ朝」は、書き方に早くも西村先生のメソッドがうかがえるんですよ」と分析している。口紅の謎から始まり、序盤から丁寧な描写を積み重ねることで正子の置かれた悲惨な境遇や家庭環境などを示し、読者も田島刑事とともに「犯人が許せない」「少女の置かれた状況が許せない」という心情を共有していく。
円居は口紅の謎について、「書いている西村先生自身、答えが分からず、答えを探しながら書いてるんじゃないだろうかと思える筆運びなんですよ」と述べた。その謎を解くために行動する刑事たちの足取りを丹念に描き出していくことによって、読者側にも口紅の謎について考えさせるという「非常にいい効果」を生み出していることを円居はあわせて指摘した。
口紅の謎（ホワイダニット）が物語中盤で解決すると、次は正子が事件当夜歩んだ道のりに焦点が当てられ、さらに誰が殺したか（フーダニット）に変わっていく。この点について円居は「謎のギアチェンジの頻度が上がるとともに、物語のテンポがめちゃくちゃ速くなるんですよね」と分析した。
円居は自身の持つ執筆ノウハウを踏まえて「読者の満足度を上げるために、1つの謎を引っ張りすぎず、早め早めに解決して次の謎を追加投入していくテクニックがある」ことを紹介し、西村のこの作品でもそれに近いことが取り入れられていることを指摘した。そして次のように作品についての話を締めくくっている。